# 華盛頓聯合車站
联合车站（Union Station，IATA代碼：ZWU）為美國華盛頓特區的鐵路車站，也是交通枢纽和休闲用地。联合车站于1907年投入使用，现在是美铁的总部所在地、第二繁忙的车站，这里每年接待5百万人次乘车；这里也是全美第九繁忙的车站。联合车站是美国客运业务最繁忙的铁路、通往包括巴尔的摩、费城、纽约、波士顿的电气化铁路——美国东北走廊铁路线南端的终点站。
作为交通枢纽，联合车站的业务也包括马里兰区域通勤铁路、弗吉尼亚铁路快线的通勤服务，华盛顿地铁、哥伦比亚特区电车、长途客运和本地的公交Metrobus。
在二战期间，联合车站曾创下一天的客流量高达20万人的记录。1988年，联合车站新建了站房建筑，原有的车站建筑则被改建为购物中心。如今，联合车站作为最繁忙的铁路设施和购物中心，每年接待超过4千万人。

## 历史

### 联合车站之前的历史
在华盛顿特区，联合车站开始运营之前，主要的铁路公司在以下两个车站运营：
- 新泽西大道车站（英语：New Jersey Avenue Station）（1851-1907）：巴尔的摩与俄亥俄铁路的火车在此站到发。这个车站位于东北区的新泽西大道和C街路口。[11]
- 巴尔的摩和波多马克铁路站（英语：Baltimore and Potomac Railroad Station）（1872-1907）：巴尔的摩和波多马克铁路（英语：Baltimore and Potomac Railroad）（宾州铁路的子公司）、切萨皮克与俄亥俄铁路、南方铁路（英语：Southern Railway (U.S.)）的火车在此站到发。这个车站位于东北区的B街（现在的宪法大道）和第6街的路口。[11]

巴尔的摩与俄亥俄铁路的轨道在东北区沿着D街向东，穿过北国会街，然后继续沿着特拉华大道向北，分为两条线路。都会分支继续沿着第1街向北，在纽约大道向东，然后穿过埃金顿向北。另一条分支向东沿着I街到第7街，然后沿着“哥伦比亚聋哑研究所”（现在的加劳德特大学）向北，路线与现在的西弗吉尼亚大道相同。

### 修建
宾州铁路和巴尔的摩与俄亥俄铁路在1901年宣布双方将共同修建一座联合车站，并移除位于国家广场线路和车站。此外，这个将所有铁路公司的业务集中在一家车站的计划也意味着华盛顿特区终于可以有一间足以容纳大客流量的、和它首都身份相称的车站。车站的设计由丹尼尔·伯纳姆指导；他是芝加哥一名著名的建筑师，也是美国参议院公园委员会（英語：U.S. Senate Park Commission）的成员。1901年9月，伯纳姆写信给委员会主席，参议员詹姆斯·麦克米兰，阐述规划的提案：“车站及周围的建筑应当被当作纪念物来对待，因为它们将会成为华盛顿的大门，而且它们的地理位置也会与国会山非常接近。”
经过两年多繁杂而充满争议的协商之后，第58届国会通过了S. 4825号《为哥伦比亚特区提供一座联合铁路车站的法案》，随后于1903年2月28日由第26任总统西奥多·罗斯福签字生效。该法案授权华盛顿总站公司（由巴尔的摩与俄亥俄铁路和宾州铁路的子公司费城、巴尔的摩和华盛顿铁路共有）修建一个具有“纪念碑性质”的车站，至少花费四百万美元（相当于2020年的9947萬美元）。此外，每家铁路公司也收到1.5百万美元（相当于2020年的3730萬美元）的政府资助来拆除城市中的平交道口。
作为唯一一座由美国国会专门授权修建的车站，联合车站的建筑由芝加哥建筑公司D.H. Burnham & Company的威廉·皮尔斯·安德森负责设计。

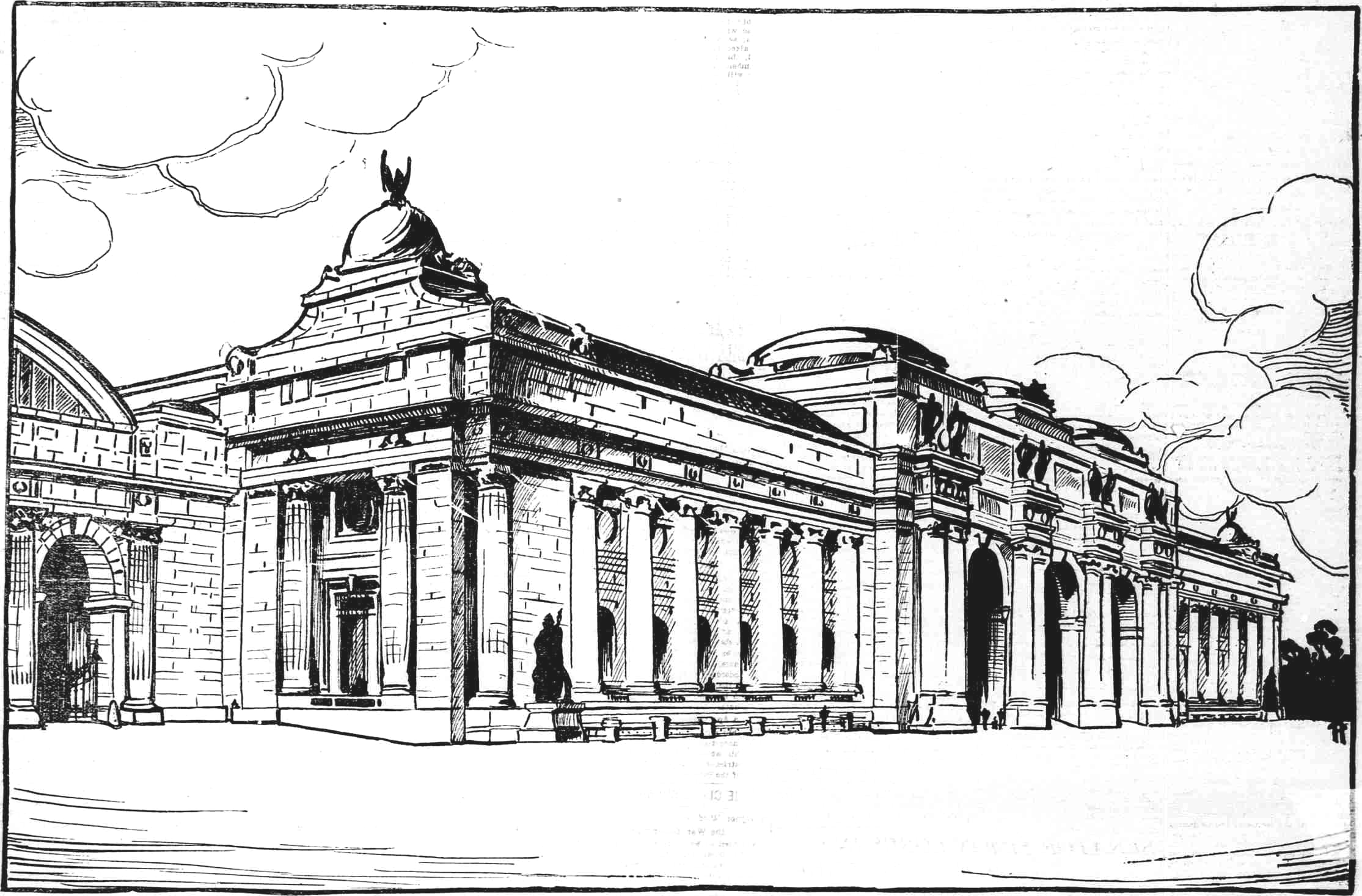
一份1902年的联合车站设计提案
1906年启用前的联合车站。注意此时还没有站前的哥伦布喷泉（英语：Columbus Fountain）
泰勒斯的雕像（象征电力）正在起吊

### 对周围的影响
尽管联合车站的修建得到了来自联邦的支持，地方上却有反对的声音。新建的车站会搬迁当地居民、影响轨道东侧的社区。
1902年1月10日，铁路公司和哥伦比亚特区的代表举行了一次会议，展示了“联合车站”（当时称）修建的初步计划。该计划提出，在铁路下为东北区的K街、L街和M街修建隧道，但H街则会因此关闭：在特拉华街两侧各封闭300英尺（91），共计600英尺（180）。如果H街也修建一条隧道，则需要额外花费1万美元（相当于2020年的249,000美元）。
1902年1月13日，东北华盛顿公民联合会在H街的集会上对此计划表示颇为愤怒。国会和铁路公司的代表在会上听取市民的反对意见。联合会的主席认为宾州铁路控制了国会，一名联合会会员威胁要把对方告上法庭。东北区居民失去到市中心的一条主要道路、商业界失去价值数百万美元的商业建筑、通勤者失去一条重要的街车线路，以这样的代价修建铁路和车站对于居民而言是不可接受的。
3月10日的集会上，联合会的主席对听众说，特区政府支持了居民的要求，也会为H街在铁路下修建一条长为750英尺（230）的隧道。
车站和铁路在当地一个名为Swampoodle的贫民区占据了超过100幢房子的地面；该区的犯罪猖獗。车站的修建结束了这一社区的历史，又为特区开启了新的时代。经常泛滥的台伯溪被改为地下暗渠。东北区位于佛罗里达大道和马萨诸塞大道之间的特拉华大道从地图上消失了，只在L街和M街之间沿着铁轨留下一小段。

标示铁路影响的地图
标示联合车站影响的地图

### 启用和运作
1907年10月27日上午6:50，“匹兹堡快线”到达联合车站；这是巴尔的摩与俄亥俄铁路的第一列抵达联合车站的载客列车。宾州铁路的列车则于三周之后的11月17日抵达。车站的主建筑竣工与1908年。在车站的32股道中，20条从东北方向进来，在车站的站厅终到；其余的12股道则经过位于国会山下4,033英尺（1,229）的双洞隧道和位于马萨诸塞大道下898英尺（274）的地下通道，从南边进入车站的地下层。这样，城市南北两侧的铁路网在联合车站汇接。
在新车站众多的特别之处中，有一间富丽堂皇的“总统套房”（也即“国事接待套房”）。美国总统、国务院、国会领导人可以在这里接待抵达华盛顿的贵宾。这一套房有单独的入口，同时也用作安保设施，以防止类似加菲尔德总统遇刺的事件（发生在巴尔的摩及波多马克铁路站）再次发生；1909年，第27任总统塔夫脱第一次使用这个套间。二战期间，这个套房于1941年12月改为美国联合劳军组织的餐厅，期间服务了六百五十万军队成员。尽管与1946年5月31日停用，套房还是于1951年作为劳军组织的休息室重新开放。时任总统杜鲁门表示，要永久地将其作为旅途中的美军成员“远离家乡的家”。
1953年1月15日早上，从波士顿出发的宾州铁路的联邦特快号过夜车撞进了联合车站。机师在月台2英里（3.2）外进行制动时，发现只有引擎制动可以使用。车站附近的一名扳道工注意到了失控的列车，于是通过电话警告了车站；此时列车正沿着下坡滑进第16号轨道。编号为4876的GG1型机车牵引下的列车以大约35英里每小時（56每小時）的速度装上止衝擋、冲上月台，撞毁了轨道尽头的站长办公室、一个报摊，并继续向隔开月台和站厅的墙冲去。就在这时，车站的地板由于无法承载火车的重量而破裂，让这台447,000磅（202,800）的电力机车落入地下室，也就是现在的美食街。特别的是，这次事件中无人丧生，而且尾部车厢的乘客甚至只以为这是一次颠簸的靠站而已。事后调查显示，制动系统的管路上有一个折角塞门（英語：anglecock）被关上了，可能是列车路过的天桥上坠落的冰锥导致的。1976年電影銀線號大血案的結局便是由本事件得到靈感。GG1型机车的坚固设计使得这次损坏可以维修，在被运回宾州铁路在阿尔图纳的修理厂后很快就再次上路了。不过在此之前，GG1和它在墙上留下的大洞被临时遮挡起来，因为当时正值五星上将艾森豪威尔就任第34任美国总统的就职典礼。
直到1971年城际客运业务被美铁接管之前，联合车站都是巴尔的摩与俄亥俄铁路、切萨皮克与俄亥俄铁路、宾夕法尼亚铁路和南方铁路的枢纽。里士满、弗雷德里克斯堡及波多马克铁路则提供到达弗吉尼亚州里士满的、向南大约100英里（160）的线路的服务。由大西洋沿岸铁路、海滨航空铁路等公司的南北方向铁路则提供前往南北卡羅萊那州、喬治亞州及佛羅里達州的服务。二战期间是联合车站最繁忙的时期，曾创下单日客流量超过200,000人次的记录。

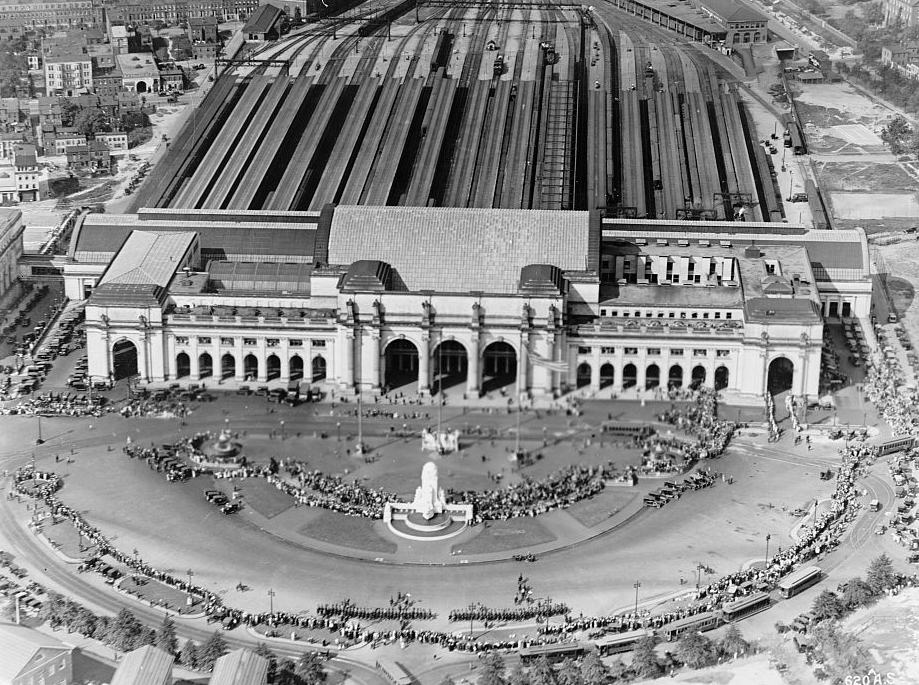
车站俯瞰（1921年）
车站大厅（1921年）
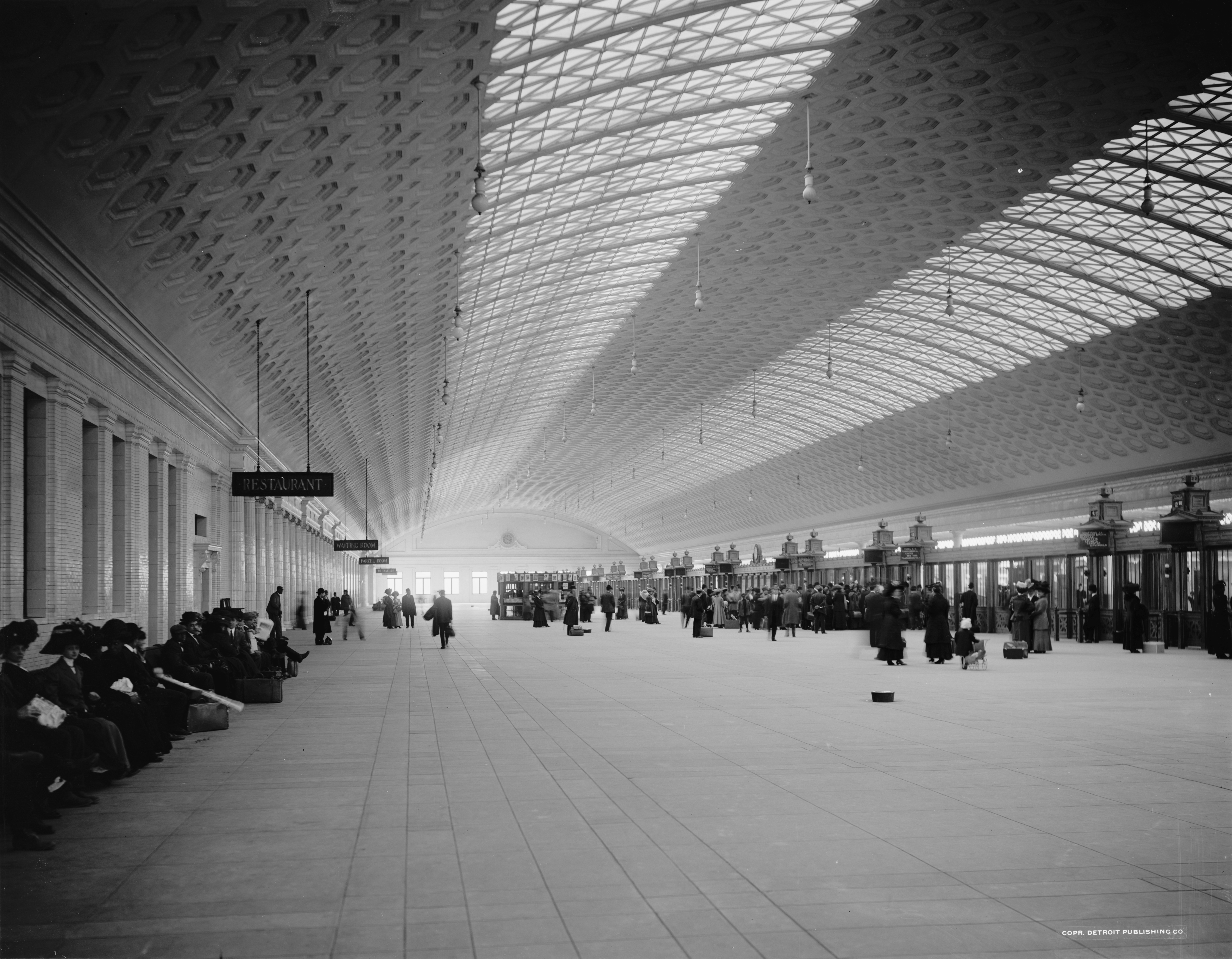
车站站厅（大约1915年）
车站站台俯瞰
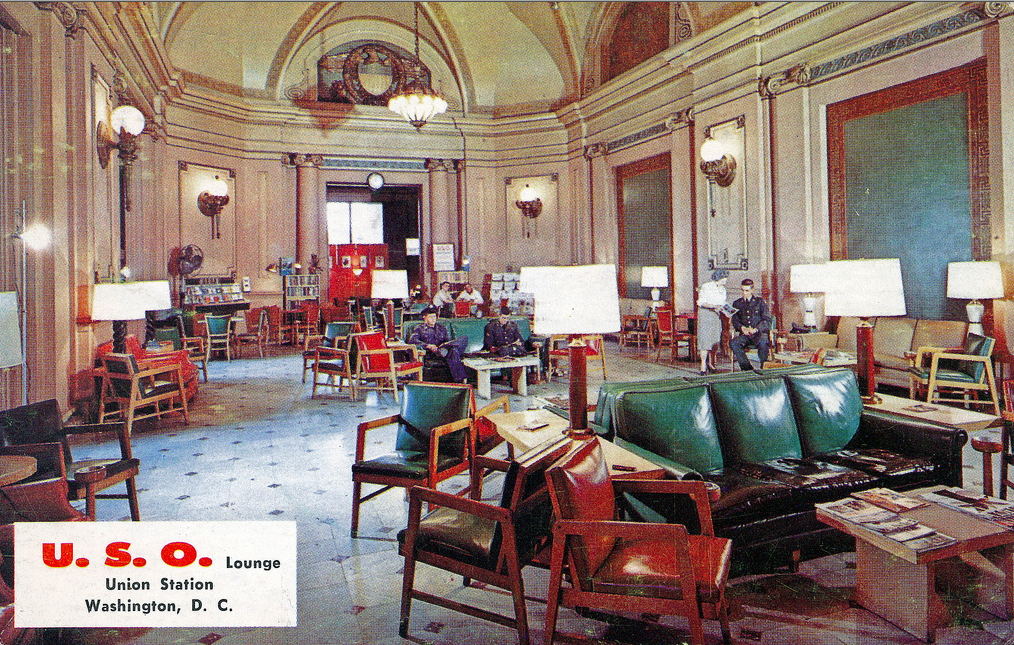
劳军组织休息室（原总统套房）

### 衰退

“那个坑”

1967年，美国公务员委员会主席表达了在美国建国二百周年庆典中将联合车站用作游客中心的意向。为此在之后六年里筹集了所需的资金；改造的内容包括在大厅修建一个嵌入式的坑作为幻灯片展示用地，官方的名称叫做“重要影音体验”（英語：Primary Audio-Visual Experience，缩写PAVE），但常被讽刺地称作“那个坑”（the "pit"）。除了停车场外，整个工程于1976年独立日完工。由于缺乏宣传和便捷的停车场，这个新建成的国家游客中心从来也没受欢迎过。由于经济原因，1978年10月28日，国家公园管理局关掉了剧场，终止了“那个坑”的幻灯片展示，并裁掉了游客中心几乎四分之三的员工。
在屋顶漏水导致建筑的东翼房顶的石膏部分掉落后，国家公园管理局在1981年2月23日将整个建筑结构标示为“不安全”。

### 整修
1981年屋顶掉落的事件引起了国会成员和新的里根政府官员的注意。4月3日，尽管当时正在推动紧缩预算，政府还是提出了一个拨款7百万美元（相当于2020年的1720萬美元）的计划，让内政部可以完成之前授权的8百万美元（相当于2020年的1966萬美元）屋顶维修计划。此外，哥伦比亚特区政府也被允许重新编制不超过4千万美元（相当于2020年的9831萬美元）的联邦高速公路经费来完成联合车站停车场的修建。10月19日，政府官员和美国参议院商务、科学和交通委员会的成员在这个计划的其它内容上达成一致：授权并拨款不超过1百万美元（相当于2020年的246萬美元）进行对车站所需修复的研究和对将车站改建为零售业复合体的可行性研究。计划也授权美国运输部可以和任何有意向的公司签订合约，在联合车站内及周围兴建零售业复合体。此外，运输部还可以花费不超过2千9百万美元（相当于2020年的7128萬美元）已经划拨东北走廊铁路首都建筑计划的资金，用于联合车站的修复工作。这份修改后的法案还要求运输部从内政部接管联合车站、买断车站和私营部门的租约。买断将持续六年，每年花费275,000美元（相当于2020年的676萬美元）。法案要求运输部再次将联合车站作为火车站运营，包括售票、候车、行李和乘车业务。尽管没有在法案上写明，参议院工作人员表示这一法案的目的是让美铁拆除它1960年代在联合车站背后修建的车站，并将业务转回到联合车站内。参议院在11月23日一致通过了这项法案。众议院在12月16日通过了这项法案。12月19日，里根总统签署《联合车站复兴法案》。
在《1981年复兴法案》的影响下，联合车站进行关闭整修。此时车站大厅漏水的天花板上霉菌滋生，而为美国总统就职典礼铺设的地毯上也布满了香烟烧出的洞。1983年，美国运输部长伊丽莎白·多尔为维修工程追加7千万美元预算（相当于2020年的1.35億美元）。

### 重新開放

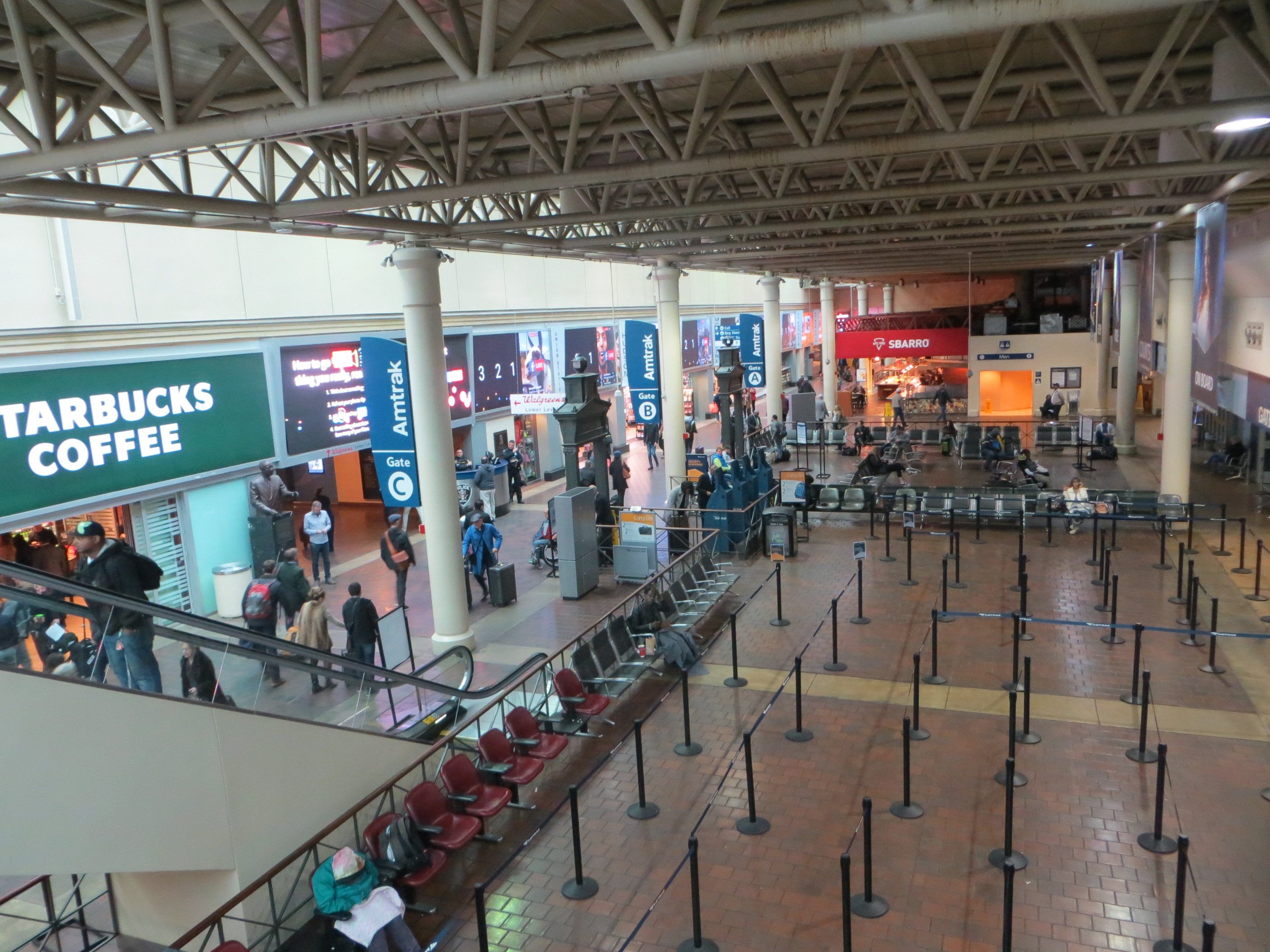
1988年建成的美铁候车区，位于原车站结构后侧

联合车站于1988年9月29日重新开放，成为今天的样子。在“那个坑”的位置新建了一家AMC电影院，并于2009年10月12日结业，改为美食广场的扩充空间和Walgreens超市。
美食广场仍然保留了原来列车停靠处的拱形结构，轨道号仍然留在那些拱形结构上。中央大厅和主厅周围新开设了一些商店，且在后侧（北面）新建了美铁的候车厅，火车不再进入原有的中央大厅，但这些装饰性的大门被移动到了新的候车大厅。车站的装饰性元素也得到保留，但由于新建了用于支撑老旧结构的建筑，阳光不再能透过保存下来的天窗照进中央大厅了。
1994年，这个新建的候车厅以小威廉·格雷·厄姆克萊托的名字而命名，他曾在1982到1993年担任美铁主席。
2015年6月，聯合車站復興集團 （页面存档备份，存于）发布了第一份“文物保护计划”（英語：Historic Preservation Plan）来指导华盛顿联合车站及周围建筑今后的保护和修复工作。
2017年1月，联合车站的扩建和翻新工程被列入特朗普政府的重要基础设施项目，预计花费87亿美元。

## 车站结构

### 站房
建筑师丹尼尔·伯纳姆及助手皮尔斯·安德森由数种建築風格中得到灵感。古典风格的元素包括仿君士坦丁凱旋門的外观及車站立面、仿戴克里先浴场的大型拱頂内部空间；地处皮埃尔·朗方设计的两条大道交汇处，面向五个街区外的美国国会大厦；包括600英尺（180）长的立面和96英尺（29）高的候车厅天花板在内的庞大规模；布杂艺术风格的石刻碑文和雕像；还有价格不菲的建材，其中包括金箔及白色大理石。
在正面屋檐之上的阿提卡风格部分阁楼，有六座雕像（以君士坦丁凯旋门上达契亚战犯为蓝本设计），由路易斯·圣-高登斯设计。这组雕像名为“铁路的发展”，其中的象征手法表现了美國文藝復興運動的自信及熱忱：

普罗米修斯（象征火）
泰勒斯（象征电）
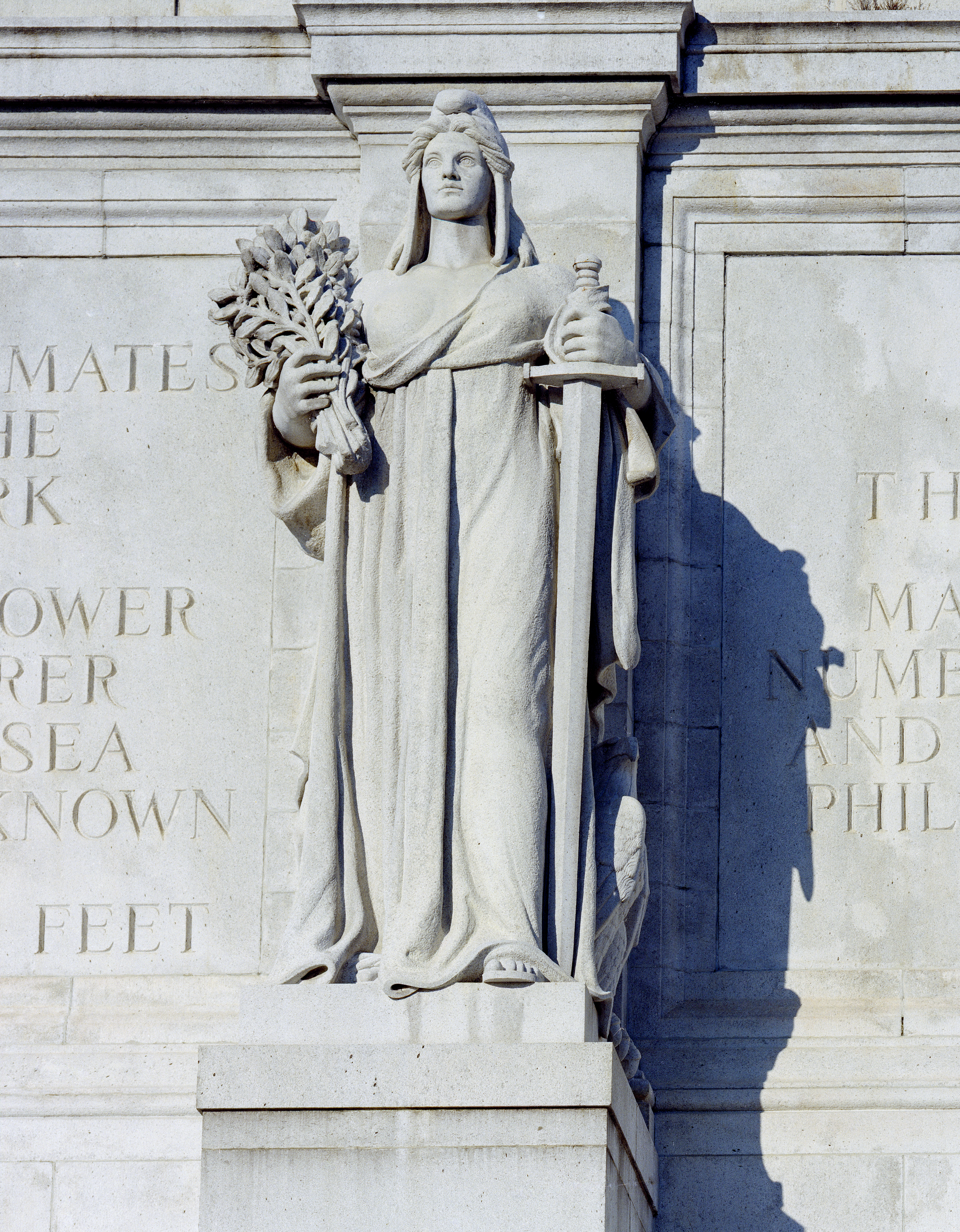
泰美斯（象征自由和公正）
- 阿波罗（象征想象力和灵感）
刻瑞斯（象征农业）
阿基米德（象征力学）

圣-高登斯还在展厅内雕刻了一组百夫长雕像。
- 普罗米修斯（火）
- 泰勒斯（电）
- 泰美斯（自由和公正）
- 刻瑞斯（农业）
- 阿基米德（力学）

### 站场
华盛顿联合车站站场分为上层月台和下层月台，共有编号30条股道，呈南北向。
其中上层月台位于站场西侧，设有14条股道，编号7-20（1道-7道目前已不存在），全部为终到线，中间设有14座港湾式月台。上层月台供本站始发终到的美铁阿西乐特快、东北区域号、国会特快号列车，马里兰区域通勤铁路（MARC）使用。上层股道中，10-20道为电气化铁路，7-8道间和15-16道间的站台为低站台。
车站下层月台位于站场东侧，编号22-30（21道已不存在），除30道外均为直通线，全部为低站台。下层月台供美铁直通弗吉尼亚的东北区域号及长途列车以及维珍尼亚铁路特快（VRE）使用。下层股道南侧连接第一街隧道，电气化挂网于隧道内终止，因此东北走廊南下的列车需在本站换挂内燃机车。22、29、30道通常被用作机待线，无旅客列车停靠，其中30道未挂网，仅能存放内燃机车。

## 客运业务
现今，联合车站再次成为华盛顿最繁忙、最知名的地点之一。这里有许多商店、咖啡厅和餐馆，年人流量可达4千万人。
联合车站现有美铁的高速列车阿西乐特快、东北区域号，及几条美铁的长距离列车（包括国会特快号、新月号、银星号等）在此停靠。美铁也运营从联合车站发车的、前往美国东南部和中西部的列车，经停多个车站后抵达芝加哥、夏洛特、新奥尔良、迈阿密等城市。在2011财年，平均每天有超过一万三千名乘客在联合车站乘降美铁列车。这里也是可以停靠超级列车车厢的车站中最繁忙的一个；巴尔的摩和纽约的隧道安全高度不足以容纳这种车厢，因而使得东北地区大多数线路都无法使用这种车厢。联合车站也是马里兰区域通勤铁路和维珍尼亚铁路特快两条通勤铁路的始发终到站，以此连接了华盛顿特区和马里兰州、西弗吉尼亚州（MARC）和北弗吉尼亚（VRE）。

## 接驳交通
在附近的华盛顿地铁车站可乘坐地铁红线。车站位于车站西侧的地下，通过不同入口可以到达MARC和美铁的站台层、第1街或马萨诸塞大道。
2011年8月1日，时任美国运输部副部长約翰·波卡里宣布联合车站将会提供长途客车服务，包括灰狗巴士、波尔特巴士、Megabus，以及当年晚些时候开始运营的华盛顿豪华。新启用的公交设施位于车站上层的停车场。2012年9月26日，灰狗巴士和彼得潘巴士线也将它们在华盛顿特区的全部业务移到联合车站运营。市内公交特区循环线的乔治城-联合车站线也在此公交设施发车，每十分钟一班。
华盛顿特区电车的H街/本宁路线在车站北侧的H街桥上设有车站。从停车场层可以直接抵达这个车站。

## 所有权
联合车站的所有权归属于美铁和美国运输部。美国运输部拥有车站的建筑和周围的停车场，而美铁经由几乎全资的子公司华盛顿总站公司拥有站台和铁轨。
非营利组织联合车站复兴公司代表所有者管理联合车站；此外，阿什肯纳齐收购公司持有一份84年的租约，并通过仲量联行管理车站。联合车站直到2017年都是美铁总部的所在地，且拥有国际航空运输协会机场代码ZWU。
2012年七月，美铁宣布了一个70亿美元的四期计划，在今后15至20年修复和翻新车站。计划表示改建会使车站容纳列车数量翻两倍、乘客数量翻三倍，并兴建“明亮的玻璃大厅”。